# Việt nhân ca
Việt nhân ca (tiếng Trung: 越人歌; bính âm: Yuèrén Gē; nghĩa đen 'Bài ca Việt nhân') là một khúc ca dao ngắn trong một thứ ngôn ngữ cổ đại chưa được xác định ở miền nam Trung Quốc, tương truyền được chép lại vào khoảng năm 528 TCN.
Bản phiên âm bằng Hán tự cũng như một bản dịch nghĩa tiếng Trung được bao gồm trong Thuyết uyển soạn bởi Lưu Hướng tận 5 thế kỷ sau.
Chú ý: Thứ ngôn ngữ chưa xác định ở đây không phải là nhánh Việt-Mường của hệ Nam Á. Chữ Việt (越) ở đây không có nghĩa là người Việt theo nghĩa hiện đại mà đơn thuần chỉ là tộc danh do người Hán đặt cho các dân tộc bị họ coi là man di ở phương Nam.

## Bối cảnh
| Phiên bản tiếng Trung | Phiên bản tiếng Trung                      |                                                                     |
| Văn bản               | Tạm dịch nghĩa tiếng Việt                  | Bản dịch tiếng Anh của Trịnh Trương Thượng Phương                   |
| --------------------- | ------------------------------------------ | ------------------------------------------------------------------- |
| 今夕何夕兮，          | Đêm nay là đêm nào,                        | Oh! What night is tonight,                                          |
| 搴舟中流。[a]         | kéo thuyền trôi giữa dòng.                 | we are rowing on the river.                                         |
| 今日何日兮，          | Hôm nay là hôm nào,                        | Oh! What day is today,                                              |
| 得與王子同舟。        | được cùng vương tử trên thuyền.            | that I get to share a boat with a prince                            |
| 蒙羞被好兮，          | Thật mắc cỡ quá,                           | The prince's kindness makes me shy,                                 |
| 不訾詬恥。            | chẳng mắng nhiếc hổ thẹn.                  | I take no notice of people's mocking cries                          |
| 心幾頑而不絕兮，      | Trái tim há ương nhưng bất tuyệt,          | Ignorant but not uncared for,                                       |
| 得知王子。            | được biết vương tử.                        | I made acquaintance with a prince.                                  |
| 山有木兮木有枝，      | Núi có cây và cây có cành,                 | There are trees on the mountains and there are branches on the tree |
| 心悅君兮君不知。      | trái tim rộn rã vì ngài mà ngài chẳng hay. | I adore you, oh! you do not know.                                   |

## Bản Việt ngữ cổ
Nguyên bản bài ca được chép bằng 32 ký tự, mỗi ký tự đó ký âm cho một âm tiết của thứ tiếng bản địa ngoại lai:

濫兮抃草濫予昌枑澤予昌州州𩜱州焉乎秦胥胥縵予乎昭澶秦踰滲惿隨河湖

Giống với trường hợp các văn liệu tiếng Pai-lang, việc dịch giải bài ca này rất phức tạp do các học giả vẫn chưa thể đồng thuận về vấn đề ngữ âm của tiếng Hán thượng cổ.